# 7-я византийская малая хроника
7-я византийская малая хроника — историческое сочинение, состоящее из выдержек из «Истории» Никиты Хониата и некого неизвестного в н.в. источника. Названа по изданию П. Шрайнера, где эта хроника приведена под номером 7. Сохранилась в рукописях начала XV века. Состоит из 29 заметок, охватывающих период с 1203 по 1435 год. Описывает события политической истории Византии, Османской империи, истории византийской церкви и пр.

## Издания
1. J. Mueller, Byzantinische Analekten. Sitzungsber. K. Akad. Wiss. Wien, phil.-hiat.Cl. 9 (1852) 389—394.
2. P. Schreiner. Die byzantinischen kleinchroniken. V. 1. Wien, 1975, p. 59-71.

## Переводы на русский язык
- 7-я византийская малая хроника в переводе А. С. Досаева на сайте Восточной литературы